# 中国核工业建设集团
中国核工业建设集团公司，簡稱中国核建、CNEC，成立于1999年7月，注册资本人民幣23.41亿元，拥有全资和控股二级子公司9家；主要从事军工工程建设、核电工程建设、核能利用，核工程技术研究、服务，民用工程建设等。前身是中国核工业总公司中的建筑部分，主要业务包括核电工程、核能利用、核工程技术研究及服务、军工生产等。2018年1月31日，经报国务院批准，中国核工业集团有限公司与中国核工业建设集团有限公司实施重组，中国核工业建设集团整体无偿划转进入中国核工业集团公司，不再作为国资委直接监管企业。
据中核建设集团合并财务报表反映，其2012年底资产总额为人民幣358.72亿元，负债总额为人民幣302.36亿元，所有者权益为人民幣56.36亿元；当年实现营业收入人民幣306.95亿元，净利润人民幣5.63亿元，资产负债率84.29%，净资产收益率10.94%。